# 泰日
泰日镇，位于中華人民共和國上海市奉贤区东北部，北距黄浦江1.5公里。北邻闵行区、浦东新区。地理坐标：30°58′58″N 121°33′32″E / 30.98278°N 121.55889°E

## 历史沿革
古名盐溪，俗呼坍石桥。清乾隆年间雅化改称泰日桥，泰日一名由此而来。民国时设置泰日乡，1949年后为区、乡，1959年成立泰日人民公社，1984年改为乡，1994年撤乡建镇。2003年11月撤销泰日镇，并入金汇镇，在原泰日镇人民政府内成立金汇镇泰日社区办事处，为金汇镇党委及人民政府的派出机构，属副镇级建制。

## 地理交通
东西长10.5公里，南北纵深6.1公里。总面积43.54平方公里。有林海公路、大叶公路、航南公路、泰青公路等主干道。六岔道（因航南公路、大叶公路、沿浦公路-沿钱公路在此交汇，形成放射性六股岔道，故名）为泰日西部的一个重要道路交通枢纽。河流有小港闸等。

## 行政区划
泰日社区办事处下辖2个居委会及10个村委会：泰日居委会、泰绿社区居委会、光辉村村委会、明星村村委会、北丁村村委会、南陈村村委会、乐善村村委会、梁典村村委会、资福村村委会、梅园村村委会、周家村村委会、墩头村村委会。
1. ↑  . 金汇资讯 微信公众号. 2019-11-20  [2024-07-01]. （原始内容存档于2024-07-01）.